# Титаревка
Титаревка (на руски: Титаревка) е село в Кантемировски район на Воронежка област на Русия.
Административен център на селището от селски тип Титаревское.

## География

### Улици
- ул. Дружбы,
- ул. Мира,
- ул. Победы,
- ул. Рабочая,
- пер. Северный.

## История
Основано е през 1760-те години от селянина от село Писаревка Григорий Титаренко, чието име носи. През 1772 г. Титаревка е хутор с две къщи. Наблизо по рекичката се е намирала водна мелница. Понастоящем рекичката протича насред селото и носи името Богучарка.
През 1779 г. има 18 къщи. От 1883 г., когато е построена църква, получава статут на село.

## Население
| 2010 |
| ---- |
| 812  |